# Бегета
Беге́та — село в Україні, у Зимнівській сільській громаді Володимирського району Волинської області. Населення становить 258 осіб. Кількість дворів (квартир) — 86. З них 3 нових (після 1991 р.).

## Географія
Село розташоване на лівому березі річки Риловиця.

## Сьогодення
Початкова школа не працює з 01.09.2015, працює бібліотека, фельдшерсько-акушерський пункт, АТС на 24 номери, 2 торговельних заклади.
В селі доступні такі телеканали: УТ-1, УТ-2, 1+1, Інтер, СТБ, Обласне телебачення. Радіомовлення здійснюють Радіо «Промінь», Радіо «Світязь», Радіо «Луцьк».
Село газифіковане. Дорога з твердим покриттям в незадовільному стані. Наявне постійне транспортне сполучення з районним та обласним центрами.

## Історія
В часи Другої світової війни під час військових дій та етнічних зіткнень загинули 14 українців та 3 поляки.
До 20 червня 2018 року село підпорядковувалось Березовичівській сільській раді Володимир-Волинського району Волинської області.
З 20 червня 2018 року у складі Війницької сільської об'єднаної територіальної громади.
12 червня 2020 року, відповідно до розпорядження Кабінету Міністрів України № 708-р «Про визначення адміністративних центрів та затвердження територій територіальних громад Волинської області», увійшло до складу Зимнівської сільської територіальної громади.
19 липня 2020 року, в результаті адміністративно-територіальної реформи та ліквідації  Володимир-Волинського району(1940—2020) село увійшло до новоутвореного Володимир-Волинського району (від 18 липня 2022 Володимирського).

## Населення
Згідно з переписом УРСР 1989 року чисельність наявного населення села становила 272 особи, з яких 135 чоловіків та 137 жінок.
За переписом населення України 2001 року в селі мешкали 273 особи.

### Мова
Розподіл населення за рідною мовою за даними перепису 2001 року:
| Мова       | Відсоток |
| ---------- | -------- |
| українська | 99,27 %  |
| російська  | 0,73 %   |